# Providence Steamrollers
O Providence Steamrollers foi um time de basquetebol estadunidense, localizado em Providence, Rhode Island.

## História
Iniciou na Basketball Association of America, em 1946, a primeira temporada da liga. Em 1947-48, fez uma campanha pífia, onde venceu apenas 6 jogos. Na sessão seguinte, o clube obteve uma porcentagem de 25% e acabou encerrando as suas atividades no mesmo ano. Obteve uma sequência de 46-122 na BAA.

## Trajetória
| Temporada                     | V                             | D                             | %                             | Playoffs                      | Resultado                     |
| Providence Steamrollers (BAA) | Providence Steamrollers (BAA) | Providence Steamrollers (BAA) | Providence Steamrollers (BAA) | Providence Steamrollers (BAA) | Providence Steamrollers (BAA) |
| ----------------------------- | ----------------------------- | ----------------------------- | ----------------------------- | ----------------------------- | ----------------------------- |
| 1946-47                       | 28                            | 32                            | .467                          |                               |                               |
| 1947-48                       | 6                             | 42                            | .125                          |                               |                               |
| 1948-49                       | 12                            | 48                            | .250                          |                               |                               |